# Nationale Befreiungsbewegung (Russland)
Die Nationale Befreiungsbewegung (russisch Национально-освободительное движение Nazionalno-oswoboditelnoje dwischenije, kurz NOD) ist eine rechtsradikale und amerikafeindliche politische Bewegung in Russland. Sie verfolgt das Ziel, den Einfluss der Russischen Föderation zu vergrößern, bis er einen Zustand erreicht hat, der dem der Sowjetunion vor dem Jahr 1991 nahe kommt. Die Losung der Organisation ist „Heimat! Freiheit! Putin!“, ihr Symbol das Sankt-Georgs-Band.

## Profil
Die Nationale Befreiungsbewegung wurde 2011 im Zuge der Proteste gegen Unregelmäßigkeiten und mutmaßliche Fälschung bei den Parlamentswahlen 2011 gegründet. Sie wird als putinistisch, nationalistisch und rechtsextrem eingeschätzt.
Ziel der Bewegung ist, sich für die wahrgenommene „Erniedrigung“ Russlands – den Zusammenbruch der Sowjetunion, die wirtschaftliche Krise und die politischen Unruhen der 1990er Jahre – zu rächen und die „russische Souveränität in der gesamten ehemaligen Sowjetunion“ wiederherzustellen. Die Gruppe kombiniert radikalen Antiamerikanismus und Antisemitismus mit russischem Neoimperialismus und einem Personenkult um Putin. Laut dem Bundesamt für Verfassungsschutz vertrete die NOD-Bewegung quasi groß-russische, „eurasistische“ Positionen und möchte die geschwundene Machtposition nach dem Ende der Sowjetunion revidieren. Die Haltung zur globalen Führungsrolle der Vereinigten Staaten würde an die Vorstellungen deutscher Ultranationalisten anknüpfen. NOD hat eine enge ideologische Anbindung an den von Putin bestimmten politischen Kurs Russlands. Wolfgang Eichwede sagte, dass Russland für eine rechtsnationalistische Politik stehe, gleichzeitig aber linke Vorurteile gegen die USA geschickt bediene. Mit NOD zeige Putin, dass er alle Elemente der Machtpolitik beherrsche, „bis hin zur Subversion“.

## Aktionen

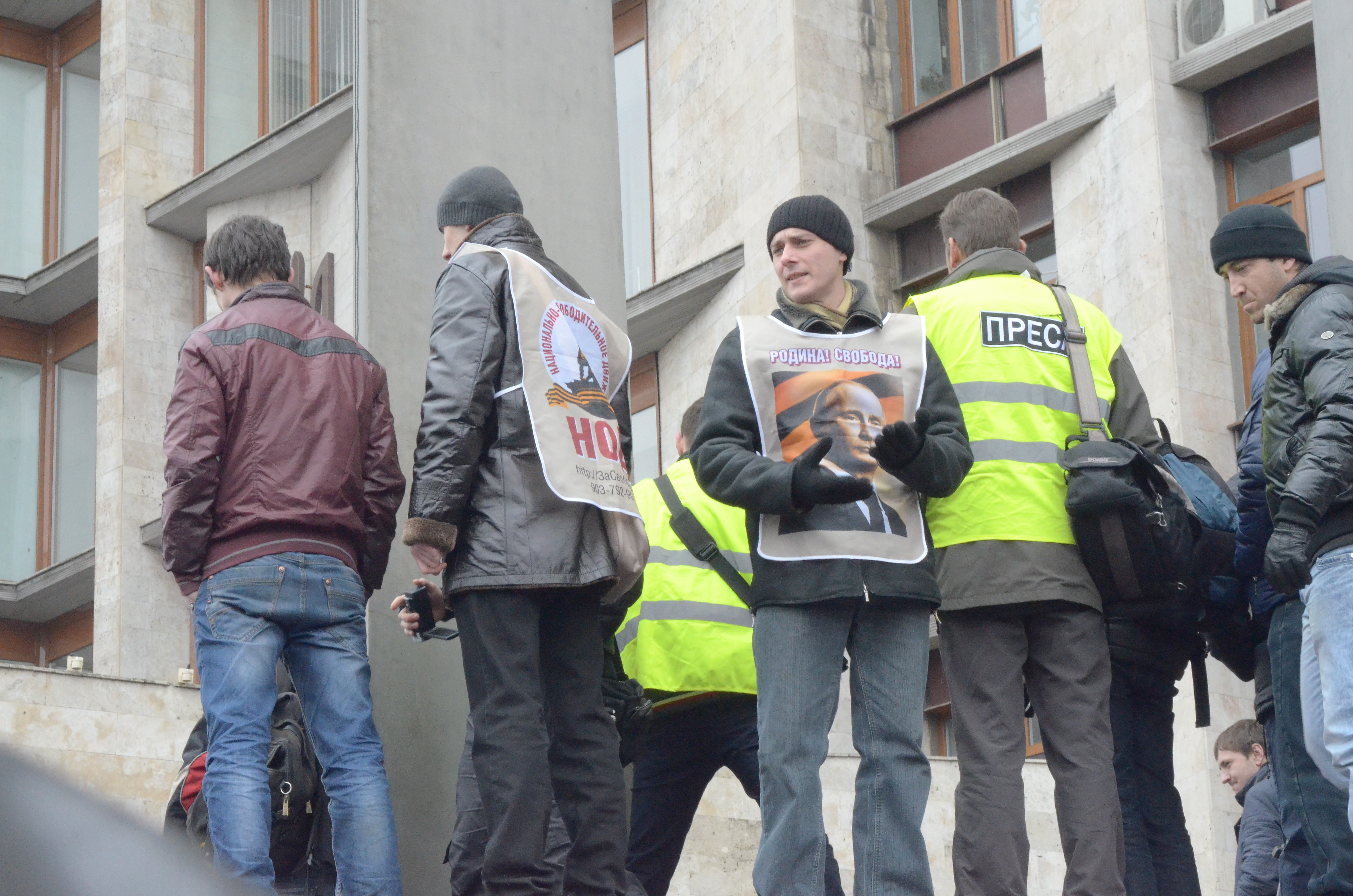
NOD-Mitglieder bei der Besetzung des Verwaltungsgebäudes in Donezk

Die NOD-Bewegung organisierte Gegendemonstrationen zu den ukrainischen Euromaidan-Protesten. NOD unterstützt als Teil seiner Tätigkeit unter anderem prorussische Kombattanten im Ukrainekrieg und prangert Kritiker an Präsident Putins Politik im Internet als „Verräter“ an. Beobachter werten die Bewegung als Fassade für verdeckte Aktionen der russischen Regierung. NOD war an der Bildung der selbsternannten „Volksrepublik Donezk“ beteiligt.
Gruppen von NOD-Aktivisten gehen teils massiv gegen Oppositionelle und Andersdenkende vor, Aktionen und Veranstaltungen werden von den NOD-Anhängern gestört. Im Frühjahr 2014 belästigten NOD-Mitglieder eine Gruppe von Menschenrechtsaktivisten in Samara, die gegen die völkerrechtswidrige Krim-Annexion durch Russland protestierten. Ende April 2016 stürmten NOD-Aktivisten eine Preisverleihung eines Geschichtswettbewerbs, der von der russischen Menschenrechtsorganisation Memorial veranstaltet wurde. Die NOD-Anhänger griffen dabei die Regierungskritikerin Ljudmila Ulizkaja an. Andere Teilnehmer wurden mit antisemitischen Beleidigungen beschimpft und deutsche Teilnehmer wurden als „Faschisten“ bezeichnet. Die Polizei habe nichts unternommen.
Am 1. Mai 2018 störten der NOD zugeordnete Aktivisten ein Festival, das gemäß Veranstaltern die Menschenrechte und Freiheiten hätte fördern wollen. Wieder habe die Polizei nichts unternommen.

## Organisation
Der Vorsitzende des Vereins ist der rechtsnationalistische Dumaabgeordnete Jewgeni Fjodorow. Seine Stellvertreterin koordiniert die verschiedenen regionalen Ableger des Vereins. Dazu gehört auch ein Ableger in Deutschland, der durch Presserecherchen der Zeitung Die Zeit mit der Reichsbürgerbewegung in Verbindung gebracht wurde. Die russische NOD behauptet, rund 170.000 Anhänger zu haben. Die NOD-Koordinatorin Maria Katasonowa organisierte Kundgebungen zur Unterstützung von Marine Le Pen und Donald Trump. Sie kandidiert auf der Liste der Rodina-Partei für ein Parlamentsmandat.